# Таборачи (Гвачочи)
Таборачи (шп. Taborachi) насеље је у Мексику у савезној држави Чивава у општини Гвачочи. Насеље се налази на надморској висини од 2320 м.

## Становништво
Према подацима из 2005. године у насељу је живело 6 становника.

### Хронологија
| Година       | 2005 |
| ------------ | ---- |
| Становништво | 6    |

### Попис
| # | Индикатор                        | Вредност |
| - | -------------------------------- | -------- |
| 1 | Укупно појединачних домаћинстава | 1        |